# هيرمان فونتينوت
هيرمان فونتينوت (بالإنجليزية: Herman Fontenot)‏ هو لاعب كرة قدم أمريكية أمريكي، ولد في 12 سبتمبر 1963.

## وصلات خارجية
- هيرمان فونتينوت على موقع مرجع كرة القدم المحترفة.كوم (الإنجليزية)